# Mandana Roozpeikar

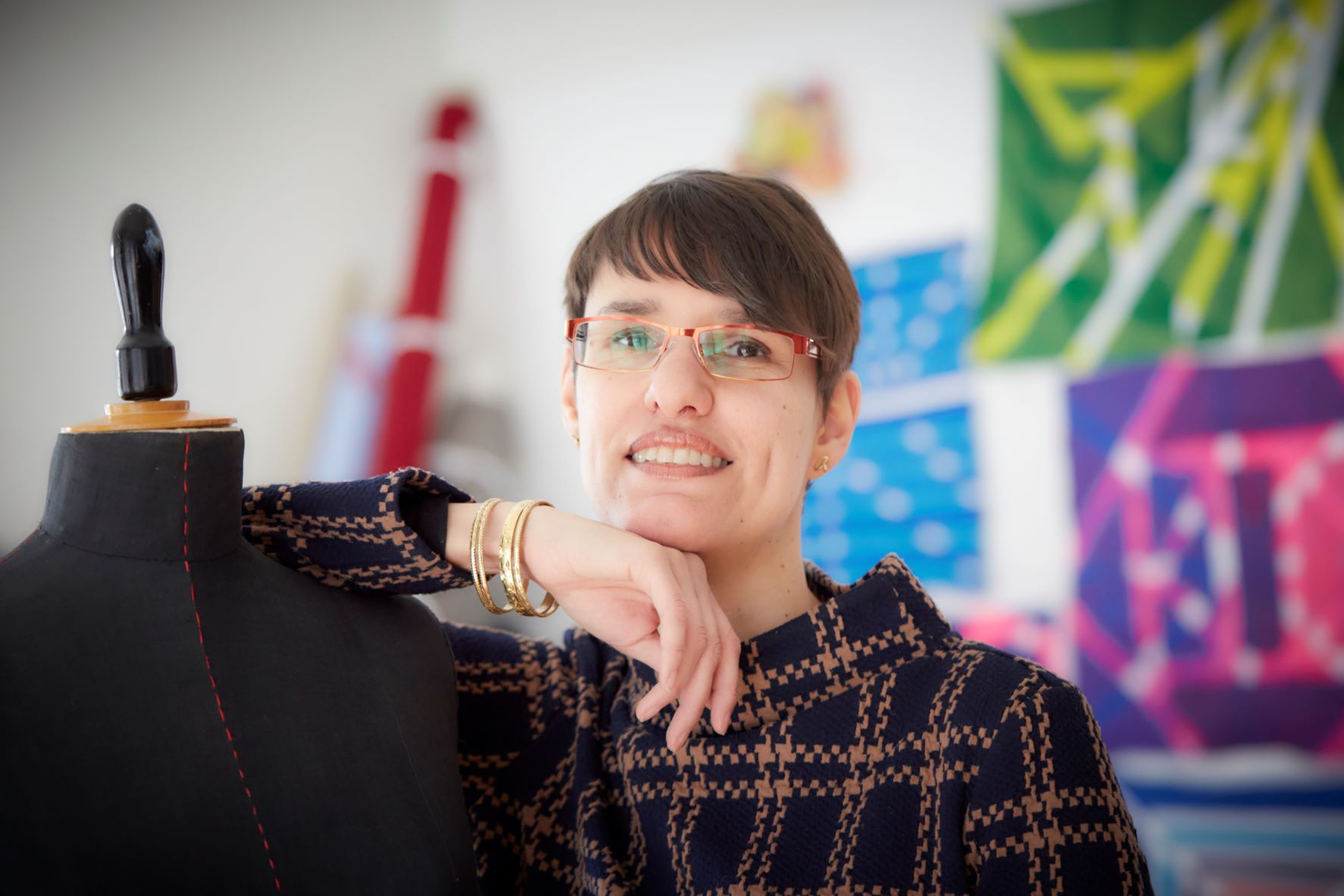
Mandana Roozpeikar (2022)

Mandana Roozpeikar (geboren 1978 in Teheran) ist eine Schweizer Ethnologin iranischer Herkunft. Sie ist Direktorin des Textilmuseums St. Gallen.

## Leben
Mandana Roozpeikar kam 1979 mit ihren Eltern aus dem Iran in die Schweiz, die Heimat ihrer Mutter. Sie wuchs in Pratteln auf. Ab 1999 studierte sie Ethnologie, Politologie und Medienwissenschaften an den Universitäten Basel sowie Freiburg im Breisgau und schloss im Jahr 2006 ab. Darin enthalten ist auch ein Studienaufenthalt von 2002 bis 2003 an der Universität Wien, wo sie Politikwissenschaft und Völkerkunde  studierte.
Nachdem sie ihr Ziel, in den diplomatischen Dienst aufgenommen zu werden, nicht realisieren konnte, arbeitete sie bis 2007 am Museum.BL, Kantonsmuseum des Kantons Basel-Landschaft, für die Sonderausstellung Adam, Eva und Darwin. Szenen einer Problembeziehung.
Von 2008 bis 2009 verantwortete sie im Naturhistorischen Museum Bern als Projektleiterin und Ausstellungsmacherin anlässlich des Darwin-Jahrs die Sonderausstellung Es war einmal ein Fink. 150 Jahre Evolutionstheorie. Von 2009 bis 2015 war sie als Projektleiterin der Stiftung Wildnispark Zürich für alle Indoor- und Outdoor-Ausstellungen zuständig.
2015 wechselte sie nach Wien an das Weltmuseum Wien und übernahm die Leitung und den Umbau der Abteilung Kulturvermittlung im Sinne des Bildungsprinzip von Heinrich Pestalozzi, das der Verbindung von Kopf, Hand und Herz folgt.
2019 wurde sie Leiterin Ausstellungen und Vermittlung für das UNESCO-Weltkulturerbe im Stiftsbezirk St. Gallen.
Seit 1. März 2022 leitet sie als Direktorin das Textilmuseums St. Gallen. In dieser Funktion setzt sie Akzente, die die Bedeutung des Textilen für den Einzelnen und die Bürgergesellschaft sichtbar machen sollen. Grösstes Vorhaben ist die Erweiterung der Ausstellung inklusive des dafür benötigten unterirdischen Erweiterungsbaus des Textilmuseums. Naturwissenschaftliche Themen mit kulturwissenschaftlichem Blick museal aufzubereiten, ist eines ihrer Kernziele.
Mandana Roozpeikar hat berufsbegleitend Studien in den Bereichen Marketing, Management und Kommunikation an der Universität St. Gallen abgeschlossen. Sie beherrscht Deutsch, Englisch, Französisch und Persisch in Wort und Schrift.
Sie wurde in diverse Museumsgremien berufen und engagiert sich ehrenamtlich.